# Ризико (игра)

Ризико је друштвена игра на табли (board game). 
Циљ игре је први испунити извучени задатак. Сваки задатак остаје тајан до краја игре и играч ради на испуњењу истог.
Игра је направљена за најмање три, а највише шест играча, од којих сваки бира своју боју: плаву, црну, љубичасту, жуту, зелену или црвену. На плочи се налази стилизована карта света са регијама. Сви континенти (северна и јужна Америка, Аустралија, Азија, Африка и Европа) подељени су на мања подручја и регије која имају имена по неким државама, покрајинама или географским подручјима.
Уз фигурице војске где један војник представља један батаљон, коњаник пет батаљона и топ десет батаљона и играће подлоге, у кутији има и два шпила карата и 5 коцкица. 
Један шпил су задаци чије је извршење крајњи циљ игре, док су на другом шпилу карата уцртане границе подручја с њиховим именом, а у дну сваке карте слика једне од фигурица. Игра почиње тако што се равномерно поделе карте са подручјима (државама или регијама), као и једнак број батаљона. Након тога сваки играч из шпила извуче једну картицу која представља његов задатак у игри. На картама задатака понуђене су и алтернативе (нпр.:освојите 24 подручја или уништите зеленог непријатеља и сл.). Напади и одбрана у игри изводе се бацањем коцкица и успешност тих напада или одбране зависи од добијеног броја који мора бити већи од противника да би био успешнији. Нападач са три или више батаљона напада са три коцкице, док се противник брани са две или једном, зависно о томе колико има батаљона на нападнутом подручју. Након сваког напада нападач има право прегруписавања војске, али само из једног у друго, суседно подручје, након чега вуче картицу из шпила подручја и војске. Тиме завршава свој круг у игри.
Карте које се скупљају након сваког груписања служе за обнову војних снага. Ако играч скупи 3 исте карте, идући пут кад дође на ред за напад добија онолико војске чији је симбол на тим картицама.У току напада уколико играч баци коцкицу са бројем 3 а противник са бројем 1 противник губи 2 тенка а уколико нападач баци коцкицу са бројем 3 а противник са бројем 2 противник губи 1 тенк. Исто тако, играч који заузме читав континент и задржи га до идућег бацања добија војске у вредности која је означена на играћој плочи за поједини континент. Те су вредности изражене пропорционално од тежине заузимања, односно задржавања континента.
Када играч испуни само њему знан задатак он открива своју картицу и показује је као доказ да је испунио мисију чиме се игра завршава.